# Jade Ewen
Jade Ewen (née le 24 janvier 1988 à Plaistow, Londres) est une chanteuse et actrice britannique.
Elle commence sa carrière dans le groupe de R&B Trinity Stone, signé chez Sony BMG, de 2005 à 2007.
En 2009, après avoir remporté la sélection nationale, elle représente le Royaume-Uni lors du Concours Eurovision de la chanson 2009 et se classe à la 5e position, l'un des meilleurs classements du pays depuis 2002.
Jade Ewen intègre ensuite le groupe Sugababes en 2009, à la suite du départ controversé de Keisha Buchanan. La formation finit par se séparer en 2011, suivi par le retour des membres d'origine.
Depuis, la chanteuse se produit dans diverses comédies musicales et se consacre à sa carrière d'actrice.

## Biographie

### Enfance et formation
Sa mère est jamaïcaine et son père italo-britannique. Son père est partiellement aveugle et sourd, tandis que sa mère est à moitié aveugle. En raison de ses différents handicaps, Ewen a toujours pris soin de ses parents. Fille aînée, elle a un frère et une sœur plus jeunes, Kiel et Shereen.
Elle n'a que quatre ans lorsqu'elle commence à chanter et prendre des cours de danse.
Elle fréquente l'école primaire de New City puis la Brampton Manor Academy avant d'être transféré à l'école de théâtre Sylvia Young, après avoir reçue une bourse.

### Carrière

#### Débuts de carrière etEurovision(1998-2009)

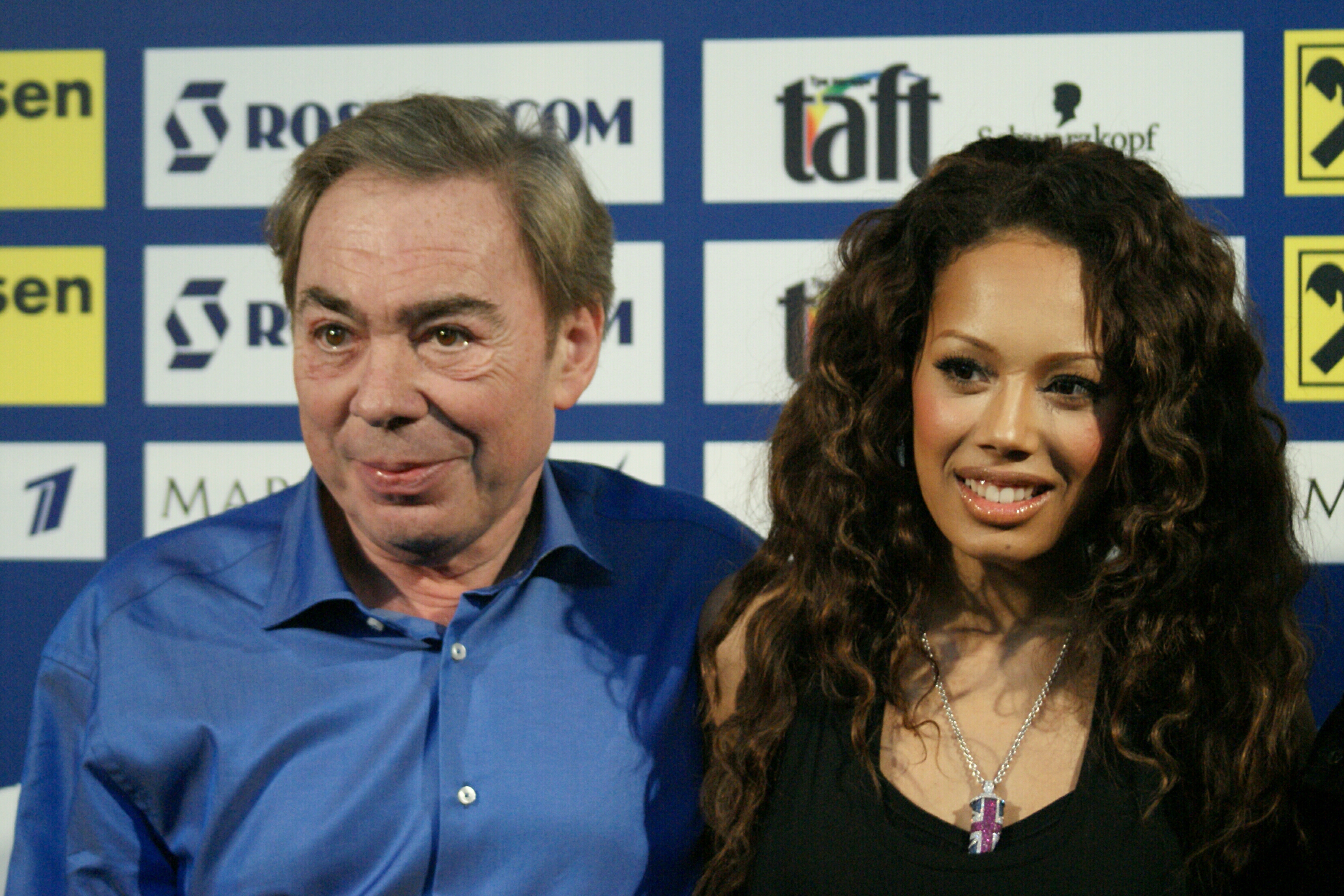
Le compositeur Andrew Lloyd Webber et la chanteuse, en 2009.

Jade Ewen a commencé sa carrière avec le rôle de la jeune Nala dans une production du West End, Le Roi lion. C'est encore une étudiante, lorsqu'elle apparaît dans des séries télévisées au Royaume-Uni et en Australie.
En 2001, elle joue dans cinq épisodes de la série pour enfants, The Ghost Hunter. Entre 2003 et 2004, elle rejoint la distribution principale de la série télévisée australienne Out There, toujours destinée à un jeune public.

En 2005, Ewen a rejoint le groupe R&B Trinity Stone qui a réalisé un succès au Royaume-Uni, en Irlande et en Russie. Cette même année, elle poursuit en parallèle sa carrière d'actrice et intervient dans un épisode de la série Casualty ainsi que dans un épisode de The Bill. Les Trinity Stone travailleront avec le chanteur Ne-Yo sur le morceau Real Love. En 2007, le groupe se sépare sans jamais avoir sorti d'album studio. Jade décide de continuer en solo et commercialise la chanson Got You, en 2008. 

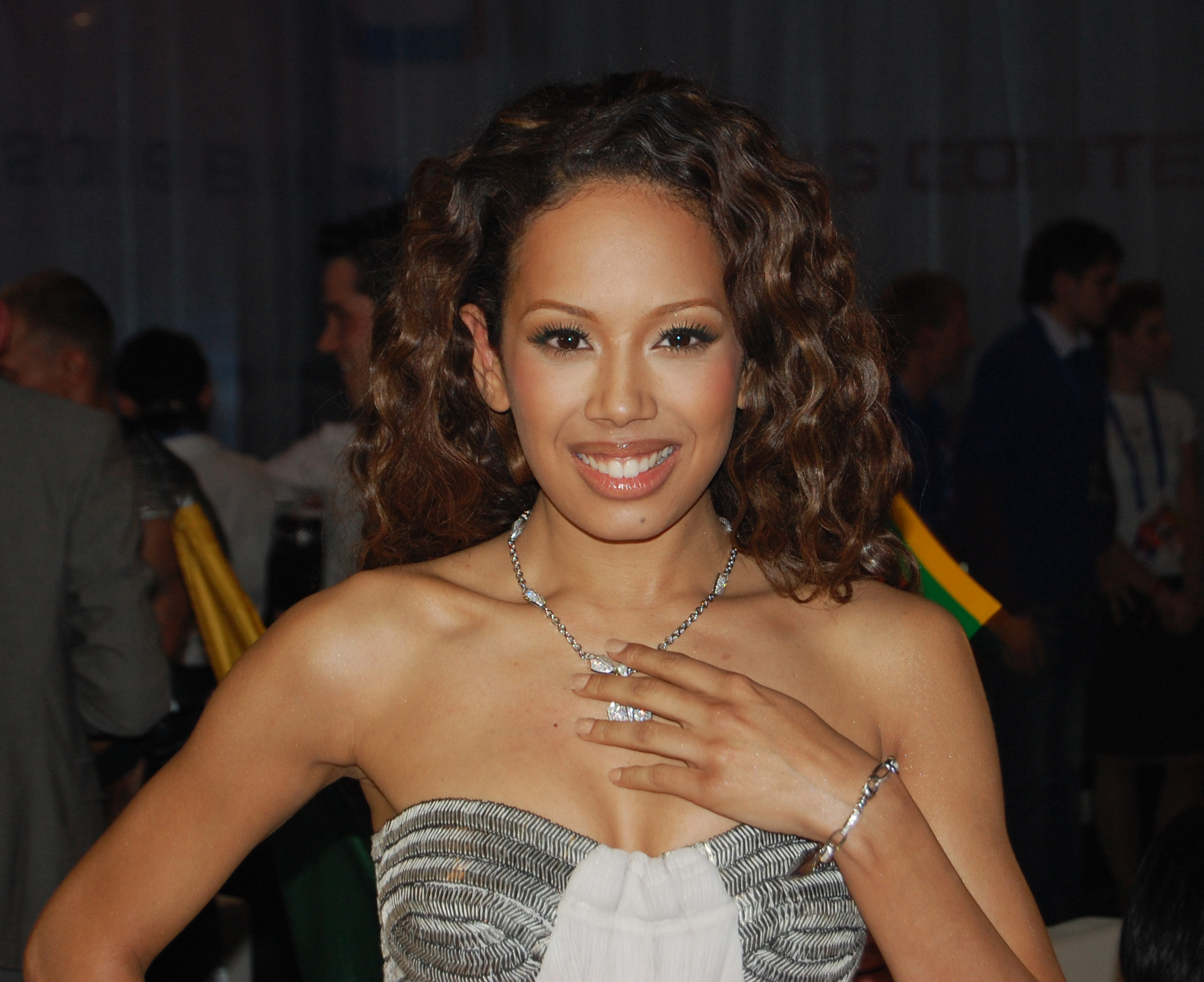
Lors de la finale de l'Eurovision 2009.

Elle est ensuite contactée pour participer à la sélection nationale britannique pour le Concours Eurovision de la chanson 2009. Le 31 janvier 2009, elle remporte la sélection. Elle représente son pays au Concours Eurovision de la chanson, le 16 mai, à Moscou avec la chanson It's My Time, accompagnée au piano par le compositeur Andrew Lloyd Webber. Elle s'est classée cinquième, un des meilleurs classement du pays, depuis 2002. Déjà signée chez Polydor et forte d'une nouvelle visibilité, elle commence alors à travailler sur son premier album.

#### Sugababes(2009-2011)

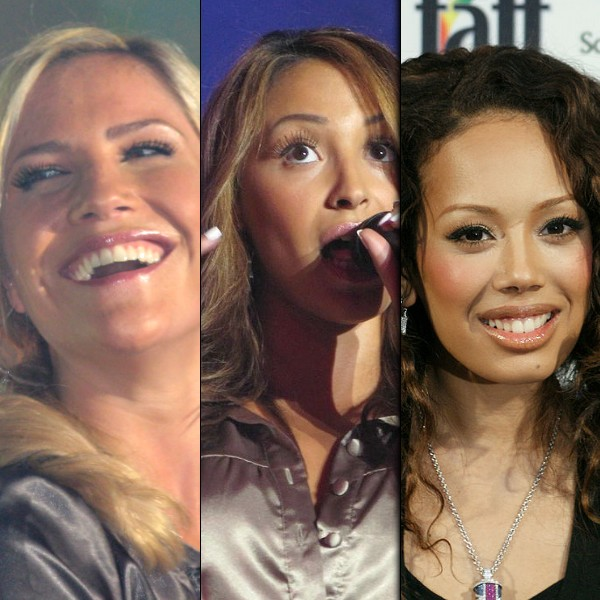
Heidi Range, Amelle Berrabah et Jade Ewen forment le groupe Sugababes de 2009 à 2011.

En septembre 2009, elle devient membre du groupe Sugababes, après l'éviction controversée de Keisha Buchanan. La promotion de son single My Man et son projet d'album solo sont donc annulés, son engagement envers les Sugababes étant alors sa principale priorité.
La chanteuse rencontre les membres du groupe (Amelle Berrabah et Heidi Range) deux jours avant le tournage du clip About A Girl, à Los Angeles. Le titre intègre le top 10 des ventes de single au Royaume-Uni à sa sortie et se vend à plus de 130 000 exemplaires. L'album Sweet 7 est publié au début de l'année 2010. Elles sortiront ensuite le single Wear My Kiss, qui réussit à intégrer le top 10 malgré des ventes d'albums très décevantes.
En avril 2010, les filles disent travailler sur le huitième album studio du groupe. À la fin de l'année, Jade Ewen devient le visage de la marque de lingerie Miss Ultimo. En 2011, le groupe se sépare de leur label historique Island Records au profit de Sony Music's RCA Records pour un contrat qui prévoit la sortie de trois albums. Un single promotionnel est alors lancé gratuitement, Freedom. À la suite de l'échec de ce nouveau single, le groupe annonce sa séparation. Le groupe se reformera finalement en 2013 avec ses membres d'origine.

#### Carrière solo (2011-présent)

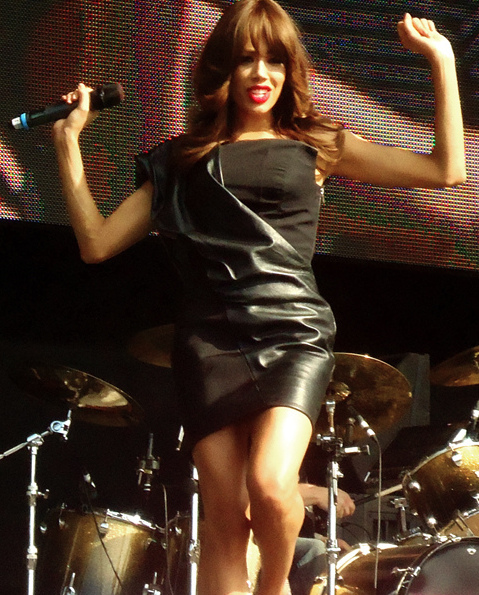
Lors d'un concert, en 2011.

En novembre 2011, Jade Ewen retourne en Australie pour participer à l'émission de téléréalité, I'm a Celebrity, Get Me Out of Here Now!. En 2013, elle participe à l'émission Splash. Elle est finalement la première éliminée de la compétition et révélera plus tard, sans langue de bois, qu'elle a accepté de participer à l'émission pour le salaire qui lui était accordé.
Cette année-là, le groupe Lost Witness sort un single pop-electro, en duo avec Jade Ewen, intitulé Fly. La chanteuse participe également à la comédie musicale acclamée Porgy and Bess. Elle incarne un second rôle, Clara, et signe une prestation saluée par la critique.
En avril 2015, elle signe pour le rôle-titre de la comédie musicale, Godspell, et doit participer à la tournée nationale qui est prévue, mais elle est finalement obligée d'abandonner cet engagement en raison de soucis de santé. En septembre, elle rejoint alors le casting de In the Heights, dans le rôle de Vanessa. Le spectacle est un succès en plus d'être plébiscité par la critique. En fin d'année, elle décroche le rôle convoité de la Princesse Jasmine dans le musical Aladdin, présenté au Théâtre Prince Edward. Il s'ensuit une tournée triomphale qui l'engage jusqu'en 2018.
En 2016, elle tourne dans son premier long métrage aux côtés de Steven Seagal, pour le film d'action End of a Gun.
En 2018, elle apparaît en tant que vedette invitée dans un épisode de la série Netflix, Lovesick.

### Vie privée
De décembre 2009 à septembre 2011, elle a été en couple avec l'acteur britannique Ricky Norwood.
En février 2018, elle annonce ses fiançailles avec le chanteur britannique Daniel de Bourg. Le couple s'est rencontré lors de la tournée du musical Aladdin,.

## Discographie

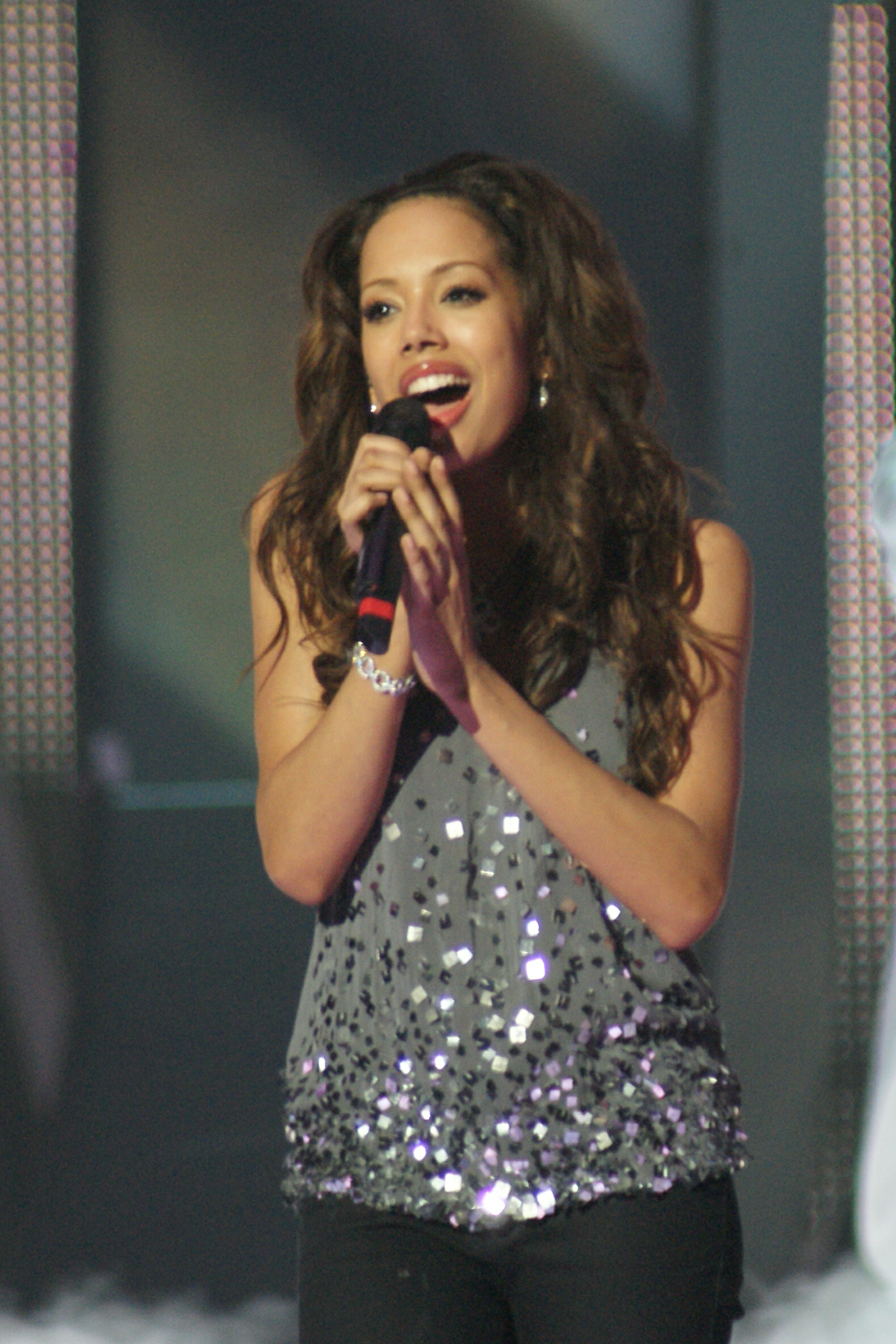
Performance de la chanteuse, en 2009.

Sauf indication contraire, les informations mentionnées dans cette section proviennent de la base de données Discogs.

### Albums
- 2010 : Sweet 7 (avec les Sugababes)

### Singles
- 2008 : Got You
- 2009 : It's My Time
- 2009 : My Man
- 2010 : Burn It Up
- 2010 : About A Girl (avec les Sugababes)
- 2010 : Wear My Kiss (avec les Sugababes)
- 2011 : Freedom (avec les Sugababes)
- 2014 : Fly en duo avec Lost Witness

### Clips
- 2009 : It's My Time
- 2009 : My Man
- 2010 : About A Girl (avec les Sugababes)
- 2010 : Wear My Kiss (avec les Sugababes)
- 2011 : Freedom (avec les Sugababes)

## Théâtre
- 1998 : Le Roi Lion : la jeune Nala (comédie musicale)
- 2014 : Porgy and Bess : Clara (comédie musicale)
- 2015-2017 : In the Heights : Vanessa (comédie musicale)
- 2015-2018 : Aladdin : Jasmine (comédie musicale)

## Filmographie

### Cinéma

#### Long métrage
- 2016 : End of a Gun de Keoni Waxman : Lisa Durant

### Télévision

#### Séries télévisées
- 2001 : The Ghost Hunter : Leonie Price (saison 2, épisodes 1, 2, 3, 4 et 6)
- 2003-2004 : Out There : Aggie Thackery (rôle principal - 2 saisons, 24 épisodes)
- 2005 : The Bill : Shanti Das (saison 21, épisodes 83 et 84)
- 2005 : Casualty : Billie-Jayne Lowe (saison 20, épisode 4)
- 2009 : Myths : Athene (saison 1, épisode 1)
- 2015 : Casualty : Carrie Fletcher (saison 29, épisode 30)
- 2016 : Children in Need : Jasmine (saison 1, épisode 37)
- 2016-2018 : Tracey Ullman's Show : divers personnages (7 épisodes)
- 2017-2018 : Tracy Breaks the News : divers personnages (3 épisodes)
- 2018 : Lovesick : Miranda (1 épisode)

#### Téléfilm
- 2005 : Mr. Harvey Lights a Candle de Susanna White : Donna